# Fischstein
Fischstein war einst ein Gemeindeteil des Marktes Neuhaus an der Pegnitz im Landkreis Nürnberger Land (Mittelfranken, Bayern).

## Geschichte
In Fischstein befand sich das dritte Hammerwerk auf dem Gebiet des Marktes Neuhaus.
Heute steht dort die Antoniuskapelle (Lage). Ein Findling als Denkmal mit der Inschrift „Fischstein – aufgelöst 1960 bis 1991 – Dorf und Eisenhammer – erstmals genannt anno 1326“ wurde neben der Kapelle aufgestellt. Am Feiertag Christi Himmelfahrt 2001 erhielt im Rahmen einer traditionellen Maiandacht der Gedenkstein den kirchlichen Segen.
Uraltes Kulturland musste von seinen Bewohnern für die Versorgung der Stadt Nürnberg mit Trinkwasser verlassen werden. Schon lange reichte das Wasser der nahen Haselhofquellen nicht mehr. Es mussten neue Quellen erschlossen werden. Dafür mussten die Ortschaften Oberbrand, Unterbrand und Rauhenstein aufgelöst werden. Zwischen 1960 und 1991 wurden alle Anwesen abgebrochen und die Bewohner umgesiedelt, da sich der Ort sich in der 1960 ausgewiesenen engeren Schutzzone des Trinkwasserschutzgebietes befand. Kirchlich und schulisch war der Ort mit Michelfeld verbunden. Heute ist das Areal Teil des Naturschutzgebietes Pegnitzau zwischen Ranna und Michelfeld. Das ehemalige Ortsgebiet ist vom Bayerischen Landesamt für Denkmalpflege als Bodendenkmal (D-5-6335-0058) ausgewiesen.
Erstmals erwähnt wurden der Hammer und das Dorf Fischstein in einer Urkunde des Jahres 1327. Die Familie der Pogner betrieb den Hammer. Die Witwe des Konrad Pogner, Kunigunde, „Dicto Pognerin de Auerbach, eine Bona Matrona“ (genannt die Pognerin aus Auerbach, eine gute Frau) schenkte 1333 Zehentrechte dem Kloster Michelfeld. 1398 verzichteten die Brüder Alhart aus Amberg auf „der Pognerin hamerstatt an der Pegnitz gelegen“, den Hammer Fischstein also, zugunsten des Klosters Michelfeld. 1406 kam der Hammer an die Auerbacher Familie Stromeir (Stromer). 1618 kaufte die Stadt Auerbach den Hammer und ein Haus, sowie das Fischerei- und Holzrecht um 7200 Florint. Er war noch nach dem Dreißigjährigen Krieg ein gangbarer Schienhammer, dabei ein schönes Schlösschen, der Stadt Auerbach gehörig und nach Michelfeld (dem Kloster) zins- und steuerbar. Aus einem Bericht des Johann German Barbing an den Kurfürst Ferdinand Maria vom 16. Januar 1666 heißt es: „Fischstain: Ein gangbarer Schinhammer, dabei ein schönes Schloß so der Stadt Aurbach gehörig und nach Michelfeld zins- und steuerbar; das Pezensteiner ‚Arzt‘ ist ihm am gelegensten auch das Sulzbach'sche nicht zu weit.“
Am 5. Oktober 1859 verkaufte die Stadt den Besitz an den Staat, damit endete der Hammerbetrieb. Damals waren zwei der 24 Häuser Ruinen. Zwei weitere Häuser und die Kohlhütte ließ der Staat abbrechen. Dem Bahnbau 1876–1877 fielen drei weitere Häuser zum Opfer.

## Antoniuskapelle
In Fischstein war die kleine Kapelle ein Mittelpunkt der Ortschaft. Sie wurde in den 2010ern renoviert und wird von ehemaligen Bewohnern des Ortes gepflegt. Wann genau die Kapelle entstanden ist, lässt sich nicht exakt sagen. Jedenfalls soll die Kapelle schon einige Jahrhunderte an dieser Stelle stehen.

## Persönlichkeiten
Die Malerin und Philanthropin Lisl Kreuz (1923–2016) wurde in Fischstein geboren.

## Bildergalerie

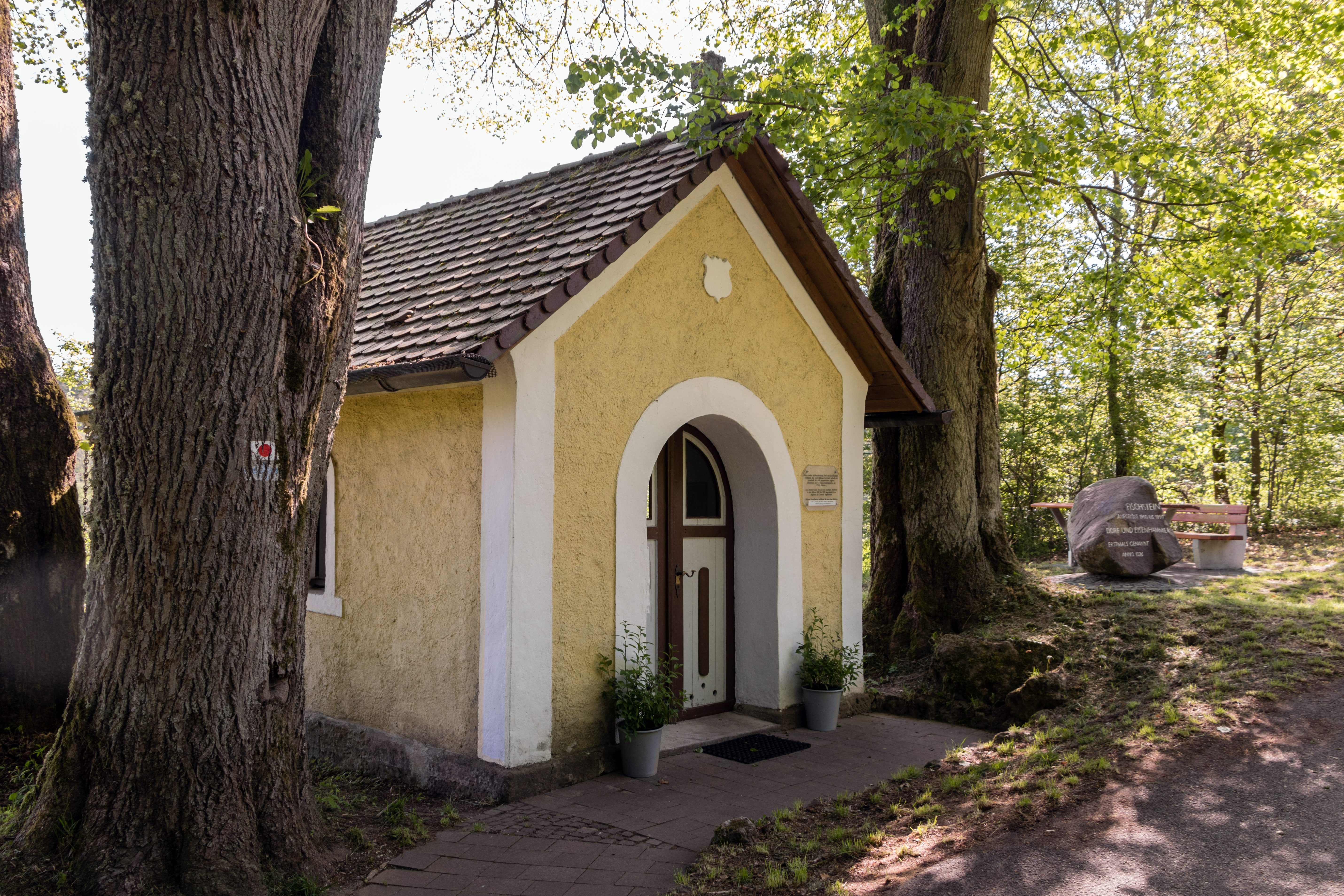
Die Antoniuskapelle, 2019
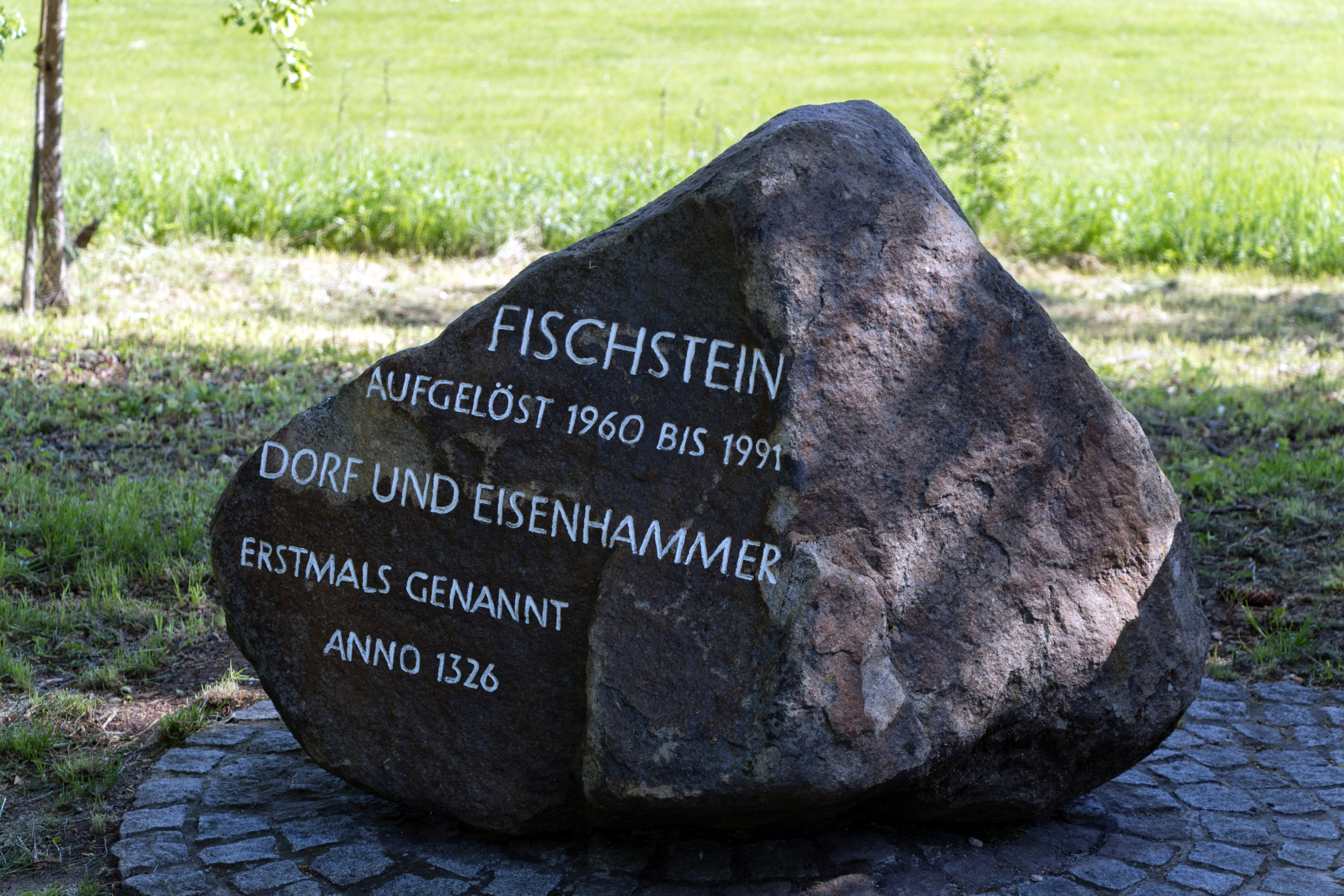
Gedenkstein
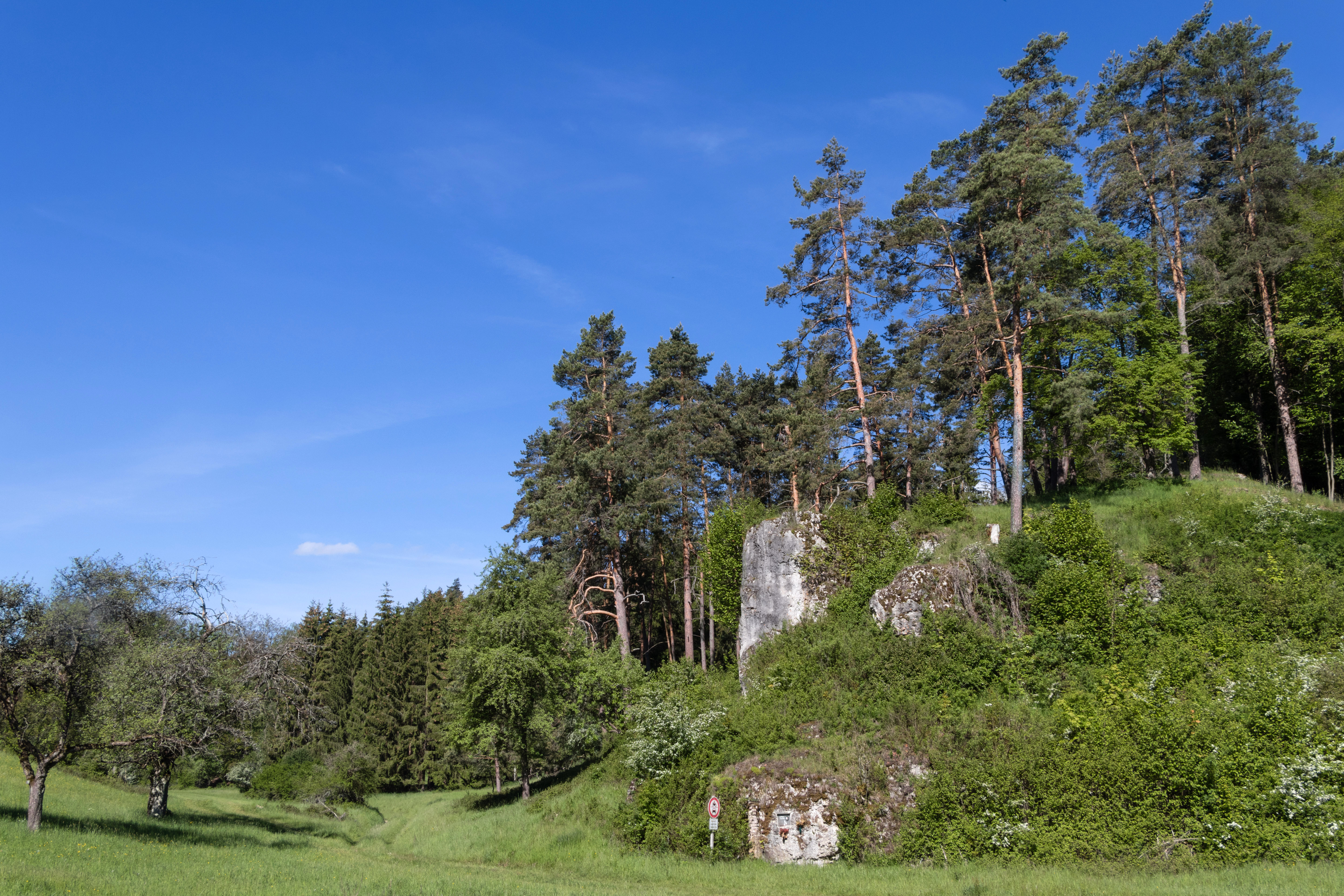
Dort befand sich einst die Ortschaft
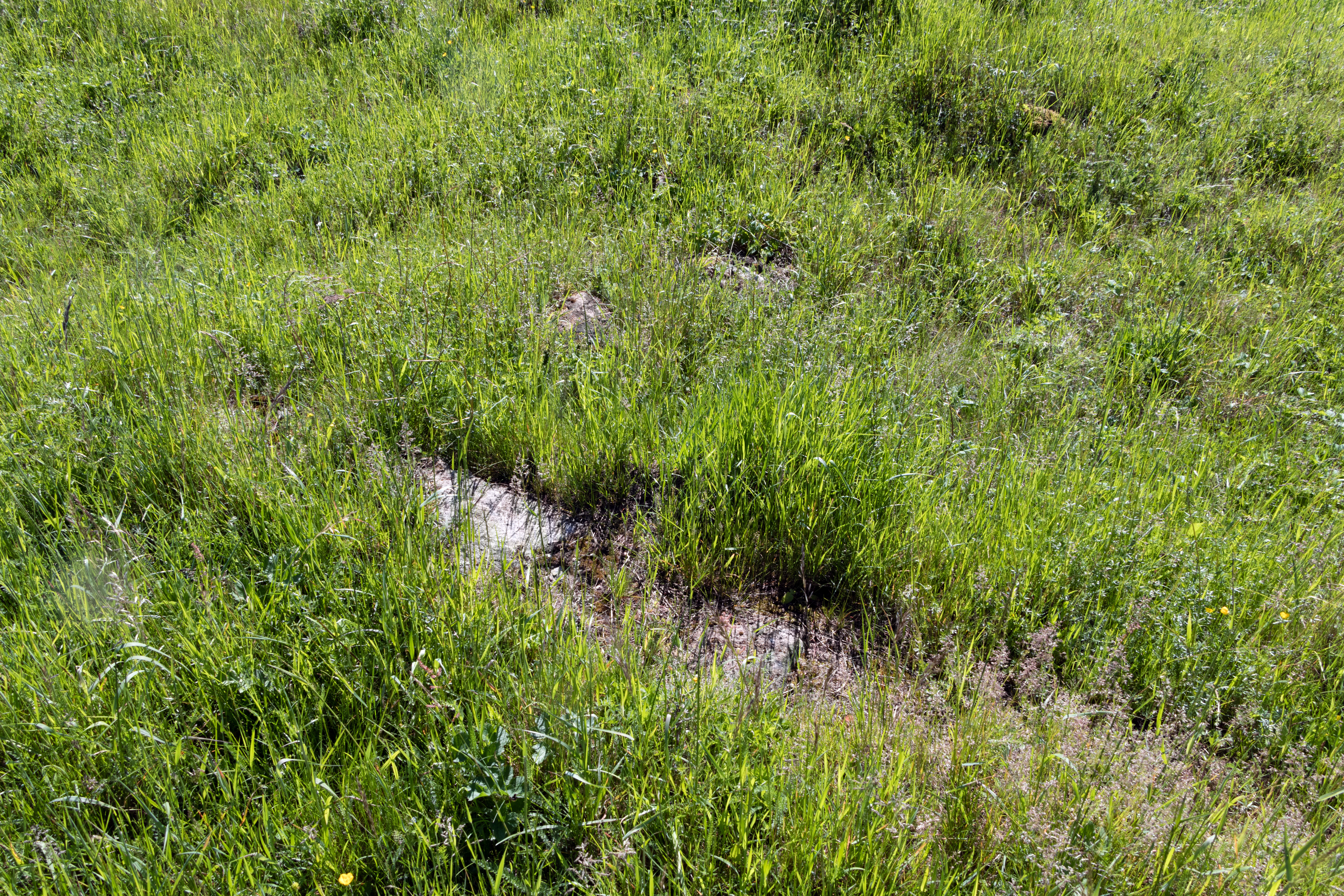
Mauerreste eines abgebrochenen Gebäudes